# 斐濟—美國關係
Erasa Fiji Usa关系是斐济共和国和美利坚合众国之间的双边关系。2014年9月斐济举行大选，自2006年以来首次恢复民主选举产生的政府，两国关系显著改善。美国反对斐济未经选举产生的政府。斐济军政府是2006年12月通过军事政变上台的。

## 历史

### 2006年政变之前
为了回应当地人对在斐济经营的美国商人的攻击，美国海军发起了第一次和第二次斐济远征。这些惩罚性的远征分别在1855年和1859年进行。
在1874年斐济成为英国殖民地之前，美国一直在那里保持着领事存在。1970年10月，美国承认斐济的独立。1971年，两国正式建立了外交关系，并在苏瓦建立了美国大使馆。

### 2006年政变之後
2022年2月初，时隔37年美国国务卿首次到访斐濟。